# Hamoir

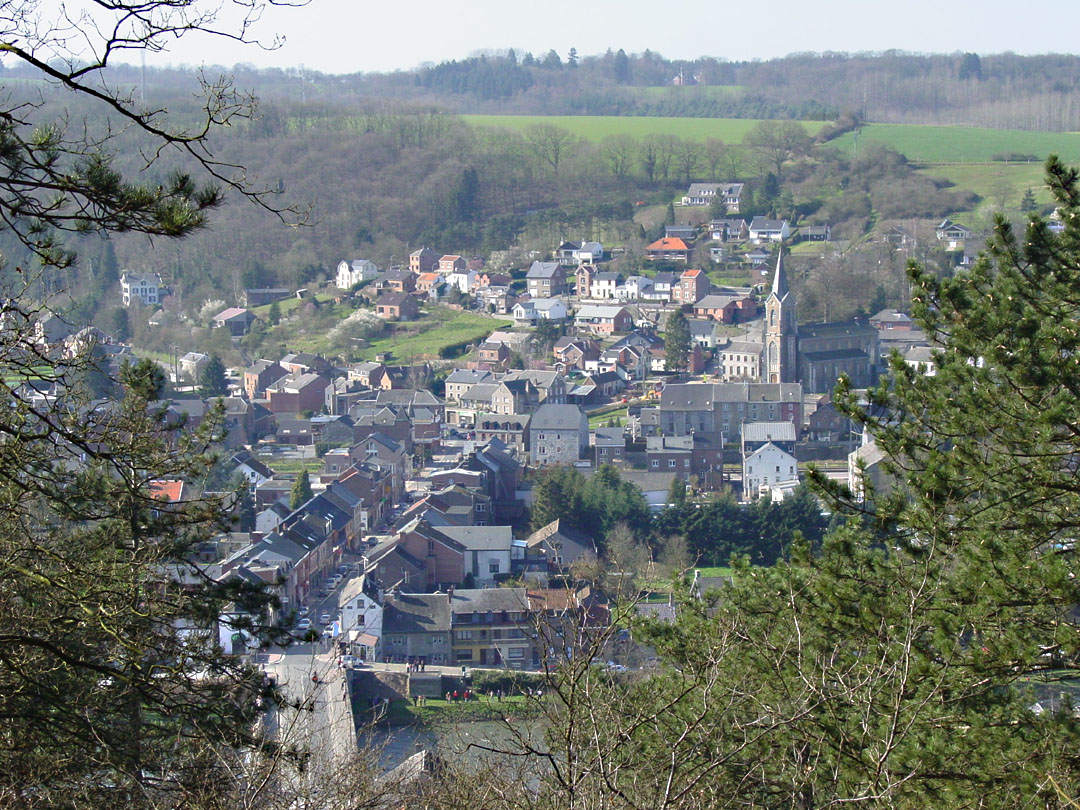
Hamoir nhìn từ Belvédère de Coïsse

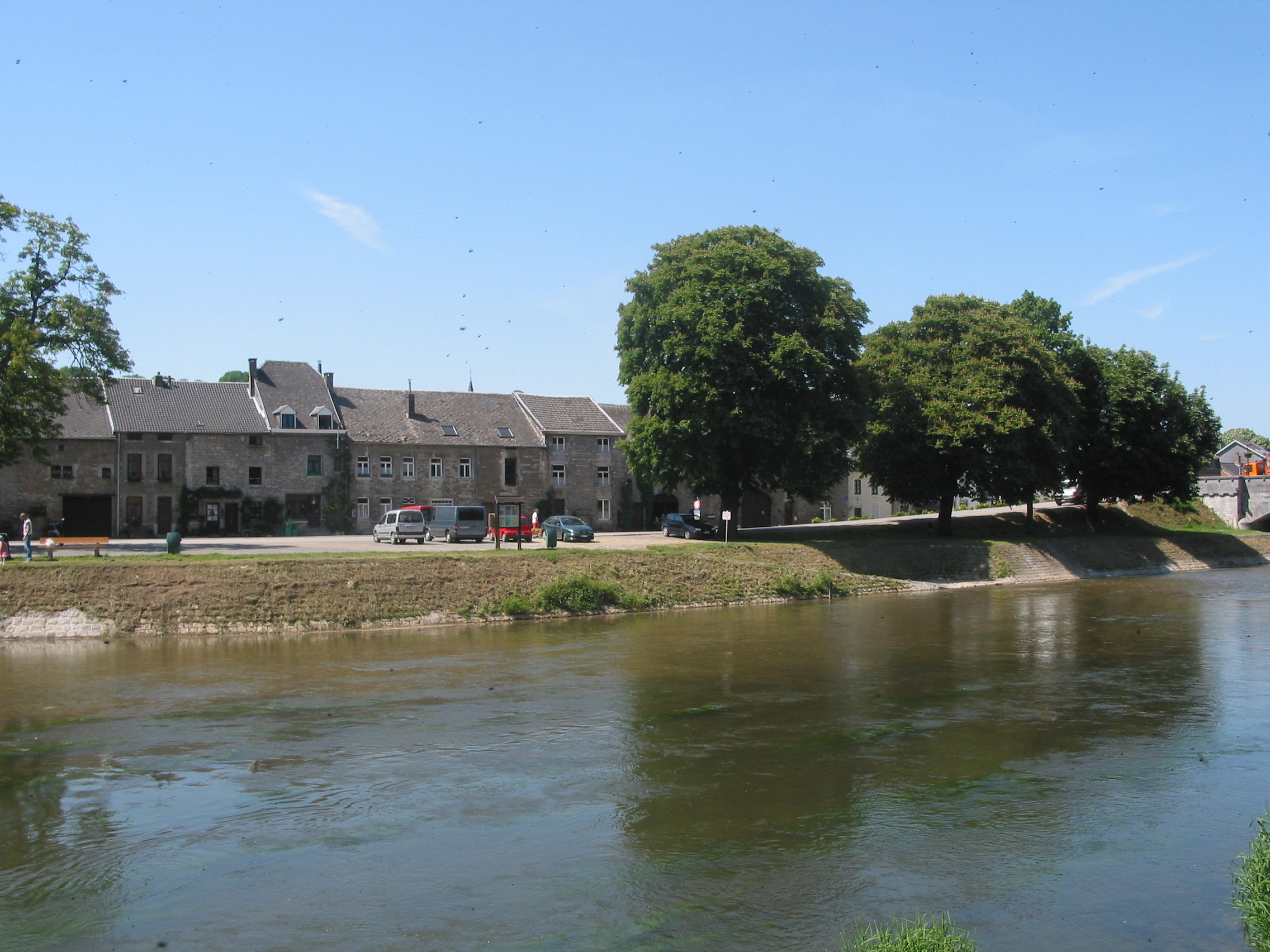
Ourthe ở Hamoir.

Hamoir là một đô thị ở tỉnh Liège. Tại thời điểm ngày 1 tháng 1 năm 2006 Hamoir có dân số 3.592 người. Tổng diện tích là 27,80 km² với mật độ dân số là 129 người trên mỗi km². Hamoir nằm bên bờ sông Ourthe.